# Орв'єтська угода (1281)
Орв'єтська угода — угода, укладена в 1281 році між королем Сицилійського королівства Карлом Анжуйським, дожем Венеційської республіки Джованні Дандоло і титулярним імператором Латинської імперії Філіпом де Куртене щодо відновлення з благословення папства Латинської імперії. На меті малось відновити як цивільне, так і церковне латинське панування в Константинополі, відвойованому в 1261 році Михаїлом VIII Палеологом. Реалізації угоди завадила антифранцузьке повстання на Сицилії і подальша війна Сицилійської вечірні, яка відвернула усю увагу і ресурси Карла на відновлення свого стану в Сицилійському королівстві.

## Передумови

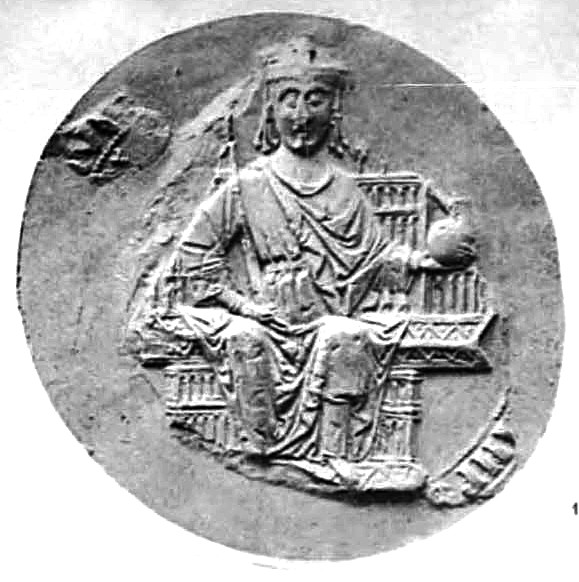
Філіпп I де Куртене

Молодший брат короля Франції Людовика IX, Карл Анжуйський давно прагнув створити власне транссередземноморське королівство. Він розширив свій уділ Провансу, погодившись діяти як лідер папської партії в боротьбі з імператорами з династії Гогенштауфенів у 1263 році. Він був нагороджений Сицилійським королівством як папським леном, і майже відразу почав дивитися на схід у пошуках нових земель. Після остаточної поразки Манфреда Сицилійського в 1266 році у битві біля Беневенто, Карл послав армію в Албанію, щоб захопити придане дружини Манфреда, Олени Епірської.

Це призвело Карла до конфлікту з імператором Михаїлом VIII на Адріатичному театрі. Балдуїн II Куртене, тоді титулярний латинський імператор, став природним союзником Карла. Вигнаний з Константинополя Михаїлом VIII у 1261 році, Балдуїн не мав сил та коштів на відновлення своєї імперії і відчайдушно потребував сторонньої допомоги. У 1267 році Балдуїн Куртене і Карл Анжуйський уклали Вітербський договір, за яким Карл погодився допомогти відвоювати Латинську імперію в обмін на сюзеренітет Ахеї та інші важливі поступки.

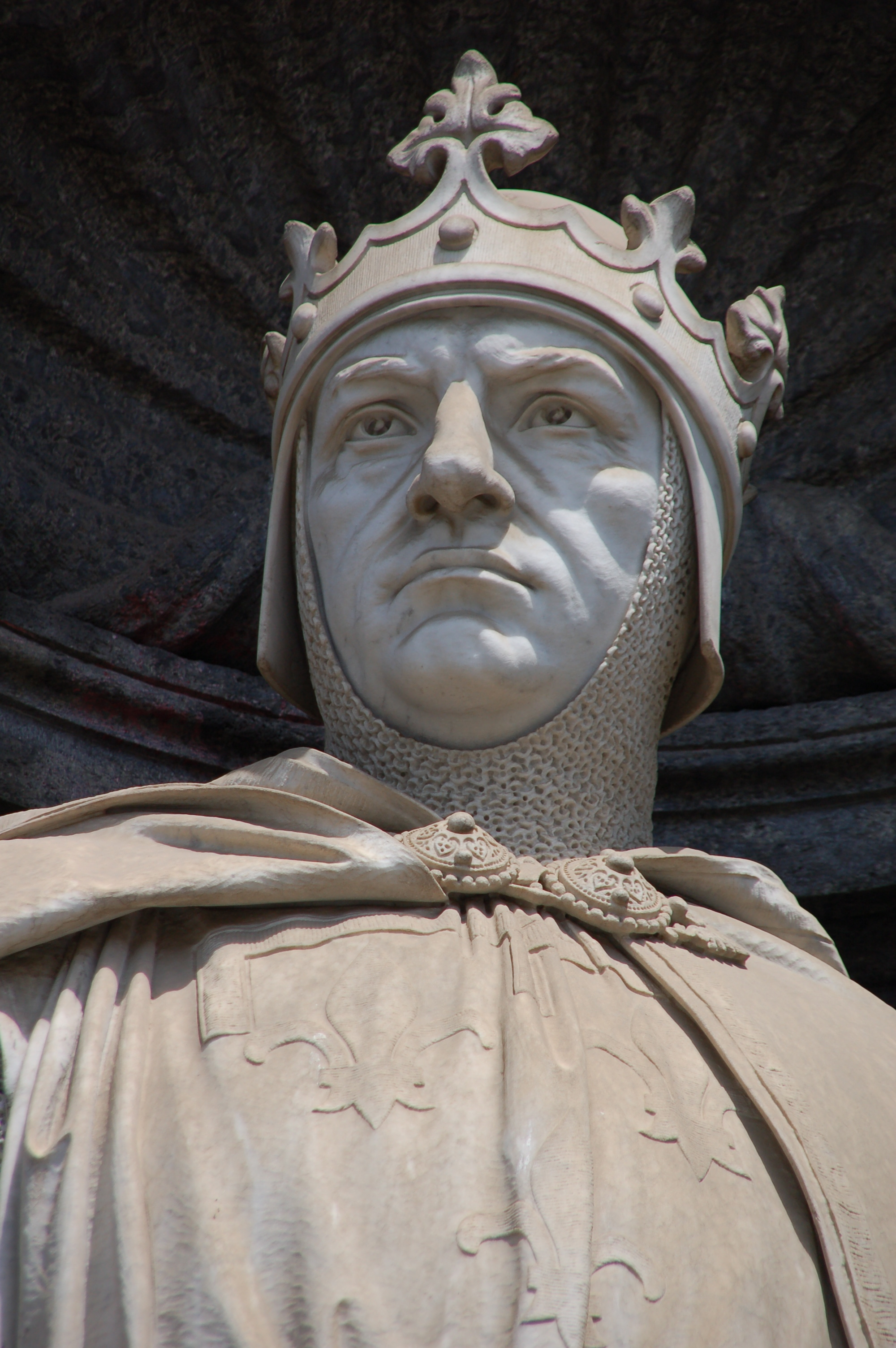
Карл Анжуйський, одна з високих сторін договору.

Однак спочатку необхідність реагувати на вторгнення в 1267 році до Італії претендента на сицилійський трон Конрадіна, а згодом Восьмий хрестовий похід 1270 року затримали втручання Карла у візантійські справи. За папи Григорія Х були розпочаті переговори про унію між Римо-Католицької та Греко-Православної Церков, і після укладання в 1274 році Ліонської унії будь-які дії Карла проти Константинополя були напряму заборонені Папою Римським. Однак папа заохочував Карла придбати претензії Марії Антіохійської на Єрусалимське королівство, куди в 1277 році Карл послав графа Рожера Сан-Северіно, що мав правити в королівстві як представник (бальї) Карла. Це було частиною папської стратегії збереження Єрусалимського королівства шляхом його інтеграції в транс-середземноморську імперію, об'єднану з французьким королівським домом, який мав забезпечити необхідний ресурс для захисту території християнського королівства на Близькому сході. У 1278 році за положенням Вітербського договору Ахейське князівство також перейшло під його пряму владу.
Прихід на престол папи Мартіна IV, який значною мірою перебував під впливом Карла, усунув останню перешкоду для реалізації амбіцій Карла. Новий папа визнав Унію між двома церквами такою, що не відбулась, чим розчистив шлях для завойовницьких планів Карла. Подібно до Договору у Вітербо, новий союз проти Константинополя об'єднав зброю Карла та титулярного імператора Латинської імперії (Балдуїн II, що уклав з Карлом договір у Вітербо помер у 1273 році і тепер це був Філіпп де Куртене) за папською санкцією. Крім того, венеційці, які відігравали ключову роль у Латинській імперії, але відмовились підписати Вітербський договір, в цей раз погодились приєднатись до альянсу.

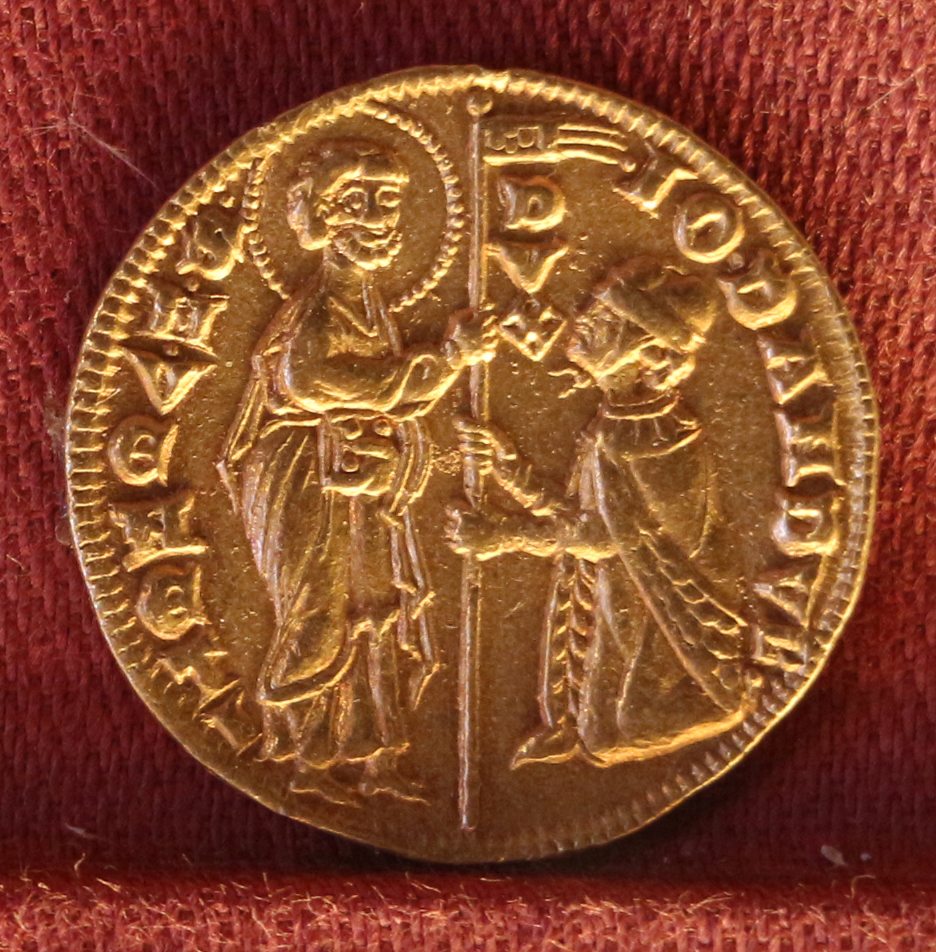
Золотий венеційський дукат Джованні Дандоло

## Умови
Подібно до Вітербського договору, новий договір було підписано в папському палаці, який папа Мартин IV переніс до Орв'єто після того, як Вітербо потрапило під інтердикт за ув'язнення двох кардиналів. Заявленою метою договору було скинення візантійського імператора Михаїла VIII на користь Філіпа Куртене та встановлення унії церков шляхом переведення Грецької православної церкви під владу Папи Римського. Практична мотивація договору, однак, полягала в тому, щоб відновити Латинську імперію під пануванням Анжуйців і відновити венеційські комерційні привілеї в Константинополі.
Згідно з умовами договору, Філіп і Карл повинні були надати 8000 військових і лицарів, а також достатню кількість кораблів для транспортування їх до Константинополя. Філіп, Дандоло та Карл, або син Карла, Карл II, принц Салернський, мали особисто супроводжувати експедицію. На практиці Карл постачав би майже всі війська, оскільки у Філіпа було мало або взагалі не було власних ресурсів. Венеційці мали надати сорок галер для супроводу флоту вторгнення, який повинен був відплисти з Бріндізі не пізніше квітня 1283 року. Після відновлення Філіпа на троні він мав підтвердити поступки Вітербського договору на користь Карла Анжуйського та привілеї, надані Венеції під час заснування Латинської імперії, включаючи визнання дожа домінантом «однієї четвертої та однієї восьмої частини Латинської імперії».
Був також складений другий документ для організації авангарду, який передував головній експедиції 1283 року. Карл  і Філіп повинні були поставити п'ятнадцять кораблів і десять транспортів з приблизно 300 лицарями з бойовими конями. Венеційці повинні були забезпечити п'ятнадцять військових кораблів протягом семи місяців у році. Ці сили мали розпочати війну проти Михаїла VIII та «інших окупантів» Латинської імперії (під чим, імовірно, мались на увазі генуезці), і зустрінуться на Корфу до 1 травня 1282 року, відкриваючи шлях для вторгнення наступного року.
Обидва договори були підписані Карлом і Філіпом 3 липня 1281 року і ратифіковані дожем Венеції 2 серпня 1281 року.

## Наслідки
Через кілька тижнів після підписання договору папа Мартін відлучив Михаїла VIII від церкви. Для експедиції було належним чином забезпечено провізію, і навколо Евбеї відбулося кілька сутичок. Никифор, правитель Епіру, також уклав угоду з Карлом, Філіпом і Дандоло у вересні 1281 року. Однак незадовго до того, як експедиція повинна була відплисти, вибухнуло повстання Сицилійська вечірня (30 березня 1282 р.). Громадянська війна розколола Сицилійське королівство на дві частини і Карл провів решту свого життя, намагаючись її придушити. Його нащадки продовжуватимуть підтримувати дедалі слабкішу владу над частинами Латинської імперії, але жодної великої експедиції проти Константинополя так і не було здійснено.